# Ковальов Ілля Олегович
Ілля Олегович Ковальо́в (нар. 31 серпня 1996, Рівне) — український волейболіст, догравальник збірної України та львівського клубу Барком-Кажани.

## Життєпис
Народжений 31 серпня 1996 року в м. Рівному. Перший професійний контракт підписав з Вінницьким клуб МХП-Вінниця зокрема, у 2015 році.
У сезоні 2015/2016 перейшов до багаторічного чемпіона України, харківського «Локомотива». У клубі провів 3-сезони, виграв усі змагання, в яких брав участь в Україні.
2018 року перейшов в естонський ВК «Пярну» з однойменного міста. Допоміг команді виграти чемпіонат Естонії і здобути бронзові медалі Балтійської волейбольної ліги.
На початку сезону 2019/2020 підписав контракт із французьким ВК «Нансі».
У сезоні 2020—2021 повертається в Україну, де підписав контракт із ВК «Барком-Кажанами» зі Львова. Допоміг команді виграти чемпіонат України.
Сезон 2021—2022 розпочав у складі ВК «Газпром-Югра». Після початку російського вторгнення в Україну 2022 року розірвав угоду з російським клубом (на початку березня).
Після розірвання контракту з російською командою підписав контракт із французькою командою «Сен-Назер». Наприкінці весни разом зі своєю командою «Сен-Назер» став переможцем Ліги В (другого дивізіону Франції).
Партнер Олега Плотницького у пляжному волейболі, з яким вибороли срібло юнацького світового чемпіонату (U-19).
Наприкінці липня 2022 року ЗМІ повідомили про перехід Іллі до польського клубу «Купрум» (Любін). Виступ у Плюс Лізі вийшов доволі невдалим - клуб зайняв 14 місце в чемпіонаті.
Перед початком сезону 2023/2024 знову підписав угоду з учасником польської Плюс Ліги — «Баркомом-Кажанами» зі Львова.

## Досягнення

### Клубні
Україна 
- Чемпіон України (3):  2015/2016, 2016/2017, 2020/2021.
- Срібний призер  Чемпіонату України(1): 2017/2018.
- Переможець Кубка України (2): 2015/2016, 2020/2021.
- Фіналіст Кубка України (2): 2016/2017, 2017/2018.
- Переможець Суперкубка України (2): 2017/2018, 2020/2021.
- Фіналіст Суперкубка України: 2016/2017.

Естонія
- Чемпіон Естонії: 2018/2019.
- Фіналіст Кубка Естонії: 2018/2019.
- Бронзовий призер Балтійських ліги : 2018/2019.

Франція
- Чемпіон Франції Ліга В : 2021/2022.

### У збірній
- Срібний призер Євроліги (2): 2021, 2023.
- Бронзовий призер Кубка Претендентів: 2023.

### Індивідуальні
- Найкращий приймаючий Балтійської ліги 2018/2019.
- MVP Чемпіонату України 2020/2021.
- MVP Кубка України 2020/2021.